# 斯卡維納
斯卡維納（Skawina）是位於波蘭南部的城市。2008年，有人口27,328人。自1999年起，屬小波蘭省。

## 外部連結
- Jewish Community in Skawina （页面存档备份，存于） on Virtual Shtetl

49°59′N 19°50′E / 49.983°N 19.833°E